# VASTエンターテイメント
VASTエンターテイメント（バストエンターテイメント、韓：VAST엔터테인먼트）は韓国の芸能事務所。

## 概要
2015年12月18日、カン・ゴンテク（강건택）代表が俳優ヒョンビン（현빈、本名：キム・テピョン）と設立し、2019年9月頃「KakaoM（카카오M）」の100%子会社となった。

## 所属俳優
- ヒョンビン（현빈）
- イ・ヨニ（이연희）
- ステファニー・リー（스테파니 리）
- シン・ドヒョン（신도현）
- キム・ジイン（김지인）
- パク・イヒョン（박이현）
- ゴ・ハ（고하）
- ハン・ウンス（한은수）

## エピソード
- カン代表は2016年1月、社名の由来について「新たに設立した会社の名前はベスト（VAST）エンターテイメントだ。英単語『VAST』には『ものすごい』という意味があり、『ベスト（BEST）』という単語と発音も似ているためこのように付けた」と話した[2]。